# Friedenskirche (Trappenkamp)
Die evangelisch-lutherische Friedenskirche ist ein moderner Kirchenbau mit einem 29 Meter hohen Glockenturm in Trappenkamp im deutschen Bundesland Schleswig-Holstein.

## Geschichte
Bis zum Jahr 1969 war Trappenkamp ein Teil der Kirchengemeinde Bornhöved und wurde mit der Wahl eines Kirchenvorstands am 1. Juni und nach Zustimmung des Landeskirchenamts erst zwei Jahre nach Fertigstellung der Kirche eine selbstständige Kirchengemeinde.

## Bauwerk
Für den Bau der Kirche wurde 1964 ein Architektenwettbewerb ausgeschrieben, den der Architekt Eberhard Schultz gewann. Nach der Vergabe des Auftrages am 11. September 1964 vergingen mehr als 10 Monate bis zum tatsächlichen Baubeginn am 24. August 1965. Die Bauausführung übernahm die Firma Dittmer aus Neumünster, bauleitender Architekt wurde Joachim Westphal aus Neumünster, da Architekt Schultz aus verschiedenen Gründen diese Aufgabe nicht übernehmen konnte.
Zum Tag der Grundsteinlegung am 7. November 1965 erhielt die Kirche den Namen Friedenskirche, der laut Überlieferung gewählt wurde, weil die Gemeinde Trappenkamp aus den Folgen des Zweiten Weltkrieges entstanden ist. Nach dem Richtfest am 16. Juni 1966, bei dem der Rohbau fertiggestellt und die Dachkonstruktion in Eisenbeton geschüttet war, setzte die Trappenkamper Baufirma Kliem & Günther die Holzverkleidung auf das Dach, welche abschließend mit Kupferblech gedeckt wurde. Am Pfingstsonntag 1967 weihte der Bischof für Holstein, Friedrich Hübner, die neue Friedenskirche ein.

## Ausstattung

### Orgel
Im Mai 1967 wurde ein Orgelfonds eingerichtet, der bis 1970 rund 15.000 D-Mark an Spenden einsammeln konnte, so dass der Orgelneubau ausgeschrieben werden konnte. Am 17. Dezember 1972 wurde in einem Gottesdienst die elfregistrige neue Orgel der Firma Klaus Becker eingeweiht.

### Kruzifix

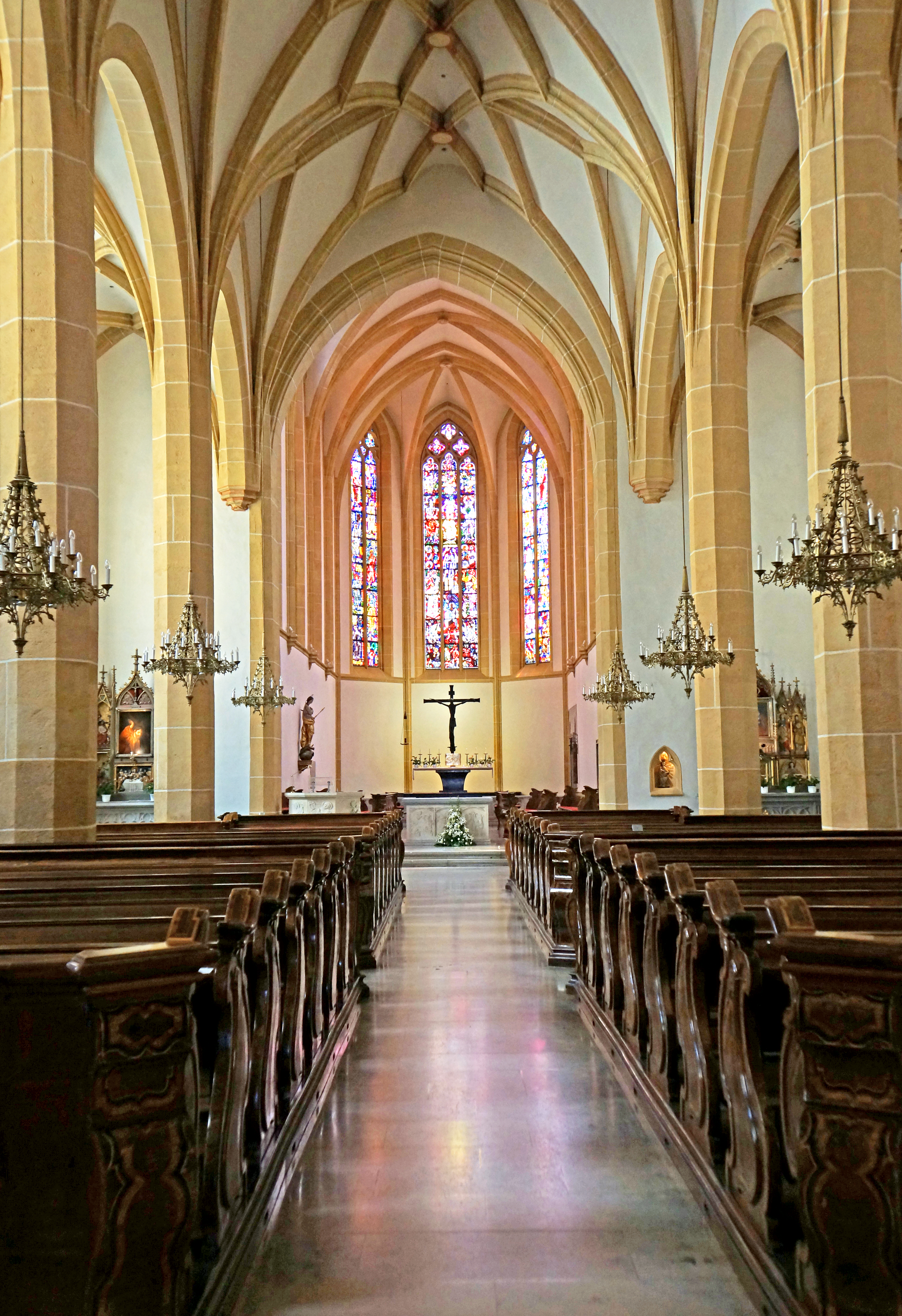
Das Originalkruzifix von Alexander Silveri in der Franziskanerkirche Graz

Während des Gottesdienstes am Pfingstsonntag 1985 wurde das 20.000 D-Mark teure, von der Firma Freitag Electronic aus Trappenkamp gestiftete, bronzene Kruzifix eingeweiht. Das dreieinhalb Meter hohe expressionistische Kruzifix mit einem Gewicht von rund 250 Kilogramm wurde in der bereits vorhandenen Gussform des österreichischen Künstlers Alexander Silveri (1910–1986) gegossen.  Das Original aus Stahlguss befindet sich zusammen mit anderen Werken des Künstlers in der Franziskanerkirche Graz.

### Glocken
Die Glocken wurden am 6. Mai 1966 in der Glocken- und Kunstgießerei Rincker in Sinn gegossen und tragen die Töne a' h' c". Somit enthält das Geläut einen Halbton. Die drei Glocken bekamen folgende Inschriften:
- große Glocke: „O Land, höre des Herrn Wort.“
- mittlere Glocke: „Ehre sei Gott in der Höhe und Friede auf Erden.“
- kleine Glocke: „Schaffet Frieden in euren Toren.“

Am 2. Dezember 1966 wurden die drei neuen Glocken in einem feierlichen Umzug vom Ortseingang bis zur Kirche geleitet und dort eingebaut.
Der 18 Meter hohe Turm stand dafür vorgefertigt neben der Kirche und wurde dann per Autokran mit den Glocken auf das 11 Meter hohe Kirchenschiff aufgesetzt.